# محمد جواد فضل الله
السيد محمد جواد فضل الله ابن السيد عبدالرؤوف ابن السيد نجيب الدين (1357 ـ 1395). عالم دين وشاعر لبناني.

## ولادته
ولد في النجف عام 1938 ميلادي (1357 هجرية) وقرأ على والده، وفي الكتاتيب الأهلية.

## أساتذته
- الشيخ حسين الحلي
- السيد أبو القاسم الخوئي
- السيد محمد الروحاني
- والده السيد عبد الرؤوف فضل الله
- أخوه السيد محمد حسين فضل الله
- السيد عبد الأعلى السبزواري[1]

خلال تواجده في النجف كانت تربطه علاقة وثيقة مع السيد علي خامنئي المرشد الأعلى للثورة الإيرانية في الوقت الحالي.

السيد محمد جواد مع السيد علي خامنئي في النجف

وبعد أن رجع بصحبة أبيه إلى جبل عامل عاد إلى النجف، وواصل الدراسة. وكان طيّب المعشر عذب الحديث ورعاً، وكان من أهل الأدب والفضل والكمال. قفل إلى بلاده وواصل الشعر ونشر الكثير منه في الصحف.
عمل بالتدريس في الحوزة العلمية في النجف وفي المعهد الشرعي الإسلامي التي أسسها أخوه السيد محمد حسين فضل الله، وتعلم على يديه الكثيرون. كما كان امام الجماعة في أحد المساجد في محلة حي السلم في الضاحية الجنوبية.

## وفاته
توفي في 23 رجب 1395 هـ (ا أغسطس 1975 ميلادي) اثر ازمة قلبية مفاجئة. دفن في بلدة بنت جبيل في جنوب لبنان.

قبر السيد محمد جواد في مدينة بنت جبيل

## أولاده
- السيد هادي
- السيد مهدي
- السيد علاء
- السيد يوسف

## مؤلفاته
1. ديوان شعر.
2. مجموعة كتابات أدبية واجتماعية.
3. صلح الإمام الحسن.
4. الإمام الرضا.
5. حجر بن عدي.
6. الإمام الصادق.